# 9. dynastie
9. dynastie byla jednou ze staroegyptských královských dynastií řazených egyptology do historického období První přechodné doby. Dynastie byla založená ve městě Herakleopolis Magna a na zdejší vládu navázala dynastie desátá. V tomto období nebyl Egypt sjednocen, a tak zde existuje možnost, že se jednotlivé dynastie překrývaly. Období vlády deváté a desáté se datuje do let 2160–2055 př. n. l.

## Panovníci
- Chetej I.
- Merikare
- Neferkare III.
- Chetej II.

V Turínském královském papyru se nachází osmnáct králů z 9. a 10. dynastie. Seznam je však poničen či v některých místech nečitelný, proto nejsou známa jména všech vládců z tohoto období.